# Michel Vézina
 (novembre 2018).
Si vous disposez d'ouvrages ou d'articles de référence ou si vous connaissez des sites web de qualité traitant du thème abordé ici, merci de compléter l'article en donnant les références utiles à sa vérifiabilité et en les liant à la section « Notes et références ».
Michel Vézina est un réalisateur, écrivain et éditeur, né le 10 mai 1960.

## Biographie
Après avoir été clown avec le groupe Bérurier Noir, Michel Vézina a travaillé quelques années en France, en Belgique et au Québec en tant que régisseur et directeur de tournée. Il a ensuite été artiste de rue seul ou en duo, ce qui lui a permis de fréquenter notamment les bonimenteurs de Namur et les Baladins du Miroir (Belgique). 
En 1990, il a co-réalisé son premier film, Singing Bridges, un long métrage sur la liberté d'expression et l'héritage de la contre-culture aux États-Unis. 
De retour au Québec, il a continué à faire de la rue et des cabarets en tant que cracheur de feu puis il a fondé la compagnie de théâtre Le Cochon Souriant, avec laquelle il a travaillé et voyagé pendant six ans. Pendant cette période, il a co-réalisé et joué dans cinq spectacles : La Ripaille, Soirée de cochons, Auberge Parade, Si par Al-Zahr vous entendez un O'kolo dans les ciels magnifiques et Village forain. Toujours impliqué dans le monde du cirque, il a travaillé ensuite comme co-auteur/dramaturge avec la troupe des 7 doigts de la main sur les spectacles La Vie, Séquences 8 et Le Murmure du Coquelicot. En 2007, il a écrit avec Pascal Jacob Désir(s) de vertige, 25 ans d'audace, publié par l'École nationale de cirque de Montréal et les 400 coups. Cet ouvrage retrace l'histoire circassienne du Québec.
En 2001, il a co-réalisé un documentaire sur Dédé Fortin, dont il était proche : Le 2116, André Fortin, cinéaste. 
À partir de 1997, il écrit dans le journal d'opinion Le Mouton noir, dont il a assumé la rédaction en chef de 2001 à 2002. Il s'est ensuite joint à l'hebdomadaire Ici Montréal comme chroniqueur littéraire et théâtral. Il a aussi été chroniqueur dans différentes émissions de radio telles Vous m'en lirez tant et Pour la suite des choses. Il a fondé, pour les éditions 400 coups, la collection littéraire Coups de tête en 2007, puis les éditions Tête première en 2012. Il a été directeur littéraire pour les deux collections.
Michel Vézina est aussi l'auteur de romans, de contes et de nouvelles, marqués par une écriture nerveuse, directe, souvent proche de l'oralité et par le goût de la marginalité et du fantastique. Dans Attraper un dindon sauvage au lasso (2012), il expose sa démarche d'écriture et revient sur sa vie sans compromis. Avec Parti pour Croatan (2014), Michel Vézina nous donne à lire son premier livre de carnets d'écrivain. En 2016, il a publié Pépins de réalité, un récit lysergique où il raconte la création de son projet de librairie ambulante, Le Buvard. 
En 2013, on a pu le voir sur scène dans la performance littéraire multimédia, Projet Élise, qu'il a co-créé avec son ami le cinéaste Sébastien Croteau à partir d'extraits de la Série Élise, une série de huit roman dont il a été l'initiateur aux Éditions Coups de tête et à laquelle ont participé Maxime Catellier, Alain Ulysse Tremblay, Benoît Bouthillette, Laurent Chabin et lui-même. 
En septembre 2014, il a fait paraître son septième roman, Disparues, une nouvelle aventure de Mélanie et Jimmy, personnages que nous avions rencontrés dans Sur les rives.
En mai 2015, Michel Vézina s'est lancé dans un projet fou avec le libraire et activiste littéraire Maxime Nadeau. Ensemble, ils ont parcouru les routes du Québec de mai à novembre avec le premier camion-librairie au Québec, Le Buvard, Librairie ambulante.
Le 1er janvier 2016, les deux acolytes se sont installés dans le hameau de Gould (Canton de Lingwick) où ils ont ouvert Le Salon, Publibrairie.   
De janvier à mars 2017, Le Buvard a circulé en France et en Belgique à bord d'une fourgonnette pour faire connaître le foisonnement de la littérature contemporaine québécoise. La librairie ambulante avait pour vocation de faire connaître la littérature québécoise aux lecteurs européens, ainsi elle a investi toutes sortes de lieux allant de l'université Paris 8 aux petits villages de campagne.    
En 2018, la librairie a petit à petit cessé ses opérations pour laisser place à l'édition de livres artisanaux, avec l'artiste et sociologue Pauline Gonzalo.    

### Le Buvard
Depuis 2018, Michel Vézina et Pauline Gonzalo ont développé leur projet de microédition. Une première collection a été créée, in situ, dans le cadre de laquelle ils ont réalisé des livres sur des périodes très courtes, lors de festivals ou d'ateliers d'écriture.  
Une collection de livres documentaires (Tracé plat) a vue le jour en 2019, puis une autre, plus littéraire (Second souffle), en 2020. 
Les Éditions le Buvard se caractérisent par la fabrication artisanale de leurs livres, mais surtout par leur refus de rejoindre le marché du livre. Leurs livres ne sont ni distribués ni diffusés et ne sont présents que dans quelques librairies. Les ventes se font principalement via la  plateforme de vente de leur site web (www.lebuvard.ca) et en vente directe lors de marchés ou d'événements littéraires.

### Whydah
Depuis janvier 2019, Michel Vézina et Pauline Gonzalo se sont produits sur scène au sein de la formation Whydah. Elle à la guitare ou à la basse, lui aux percussions et à la voix, ils ont créé trois spectacles : La Brèche, Mémoire amère et Soirée loopée. 
Des textes durs et sombres, une guitare ou une basse électrique atmosphérique, le duo ne passe jamais inaperçu.

### VezGonz Prod
En 2022, Michel Vézina s'est replongé dans ses premières amours en réalisant un film sur le travail de peintre de Pauline Gonzalo. Entièrement fait avec son téléphone, Pauline Gonzalo, peintre sert à Michel Vézina une piqure de rappel importante. Il revient donc au cinéma documentaire de création. 
Avec Pauline Gonzalo, ils ont créé leur propre maison de production audiovisuelle : VezGonz Prod
En 2024, il a réalisé le clip de 32 décembre pour le musicien Florian Harribey, une production de VezGonz Prod
Il prépare actuellement un film sur le dessinateur de presse URBS qui devrait paraître en 2025, tout en menant de front plusieurs projets : courts métrages de fiction et films expérimentaux.

## Filmographie
- Échographie d'un art en gestation, Musée régional de Rimouski, 1985 - Réalisateur
- Singing Bridges, Productions Bigziga, 1993 - Co-réalisateur
- Le 2116, André Fortin cinéaste, Musicaction, 2001 - Co-réalisateur
- Pauline Gonzalo, peintre, VezGonz Prod, 2022 - Réalisateur
- 32 décembre - le clip, VezGonz Prod, 2024 - Réalisateur
- URBS - Dessiner vrai (titre provisoire), VezGonz Prod, 2025 - Réalisateur